# Rockstar Toronto
 (octobre 2019).
Si vous disposez d'ouvrages ou d'articles de référence ou si vous connaissez des sites web de qualité traitant du thème abordé ici, merci de compléter l'article en donnant les références utiles à sa vérifiabilité et en les liant à la section « Notes et références ».
Rockstar Toronto, anciennement Imagexcel, Alternative Reality Technologies puis Rockstar Canada, est un studio de développement appartenant à Rockstar Games. Il a notamment travaillé
sur les extensions London 1969 et 
London 1961 du premier Grand Theft Auto, adapté en jeu vidéo le film The Warriors et réalisé le portage PC de Grand Theft Auto IV.

## Jeux développés

### En tant queRockstar Canada
| Titre                         | Année de sortie | Plates-formes        |
| ----------------------------- | --------------- | -------------------- |
| Grand Theft Auto: London 1969 | 1999            | PlayStation, Windows |
| Grand Theft Auto: London 1961 | 1999            | Windows              |
| Oni                           | 2001            | PlayStation 2        |
| Max Payne                     | 2001            | PlayStation 2        |

### En tant queRockstar Toronto
| Titre                                        | Année de sortie | Plates-formes                                                                         |
| -------------------------------------------- | --------------- | ------------------------------------------------------------------------------------- |
| Max Payne 2: The Fall of Max Payne           | 2003            | PlayStation 2                                                                         |
| The Warriors                                 | 2005            | PlayStation 2, PlayStation Portable, Xbox                                             |
| Manhunt 2                                    | 2007            | Wii                                                                                   |
| Bully: Scholarship Edition                   | 2008            | Wii                                                                                   |
| Grand Theft Auto IV                          | 2008            | Windows                                                                               |
| Grand Theft Auto: Episodes from Liberty City | 2010            | Windows                                                                               |
| Max Payne 3                                  | 2012            | PlayStation 3, Xbox 360, Windows                                                      |
| Grand Theft Auto V                           | 2013            | PlayStation 3, Xbox 360, PlayStation 4, Xbox One, Windows, PlayStation 5, Xbox Series |
| Red Dead Redemption 2                        | 2018            | PlayStation 4, Xbox One, Windows, Stadia                                              |